# ファブリシオ・オベルト

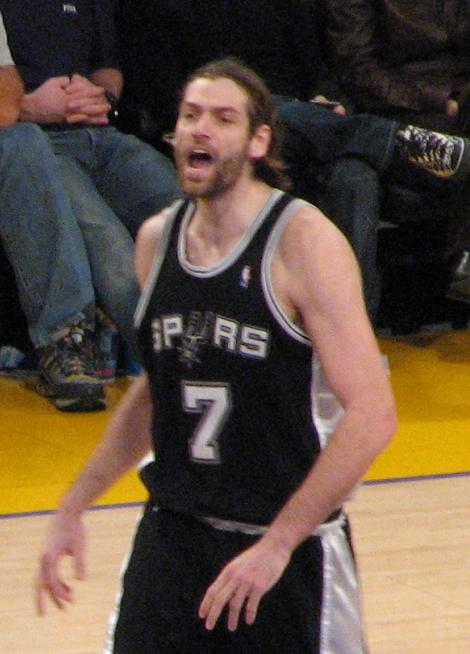
サンアントニオ・スパーズ時代のオベルト

ファブリシオ・オベルト（Fabricio Oberto）ことファブリシオ・ラウル・ヘスス・オベルト（Fabricio Raúl Jesús Oberto, 1975年3月21日- ）は、アルゼンチン・コルドバ州出身の元プロバスケットボール選手。NBAでは5シーズンプレーしサンアントニオ・スパーズで2006-2007年シーズン優勝に貢献した。2004年アテネ五輪で金メダルを獲得したアルゼンチン代表最強時代のメンバーでもあった。人種はイタリア系アルゼンチン人。身長208cm、体重111kg、背番号は7番。アルゼンチンとイタリアの両国籍を持つ。趣味のギターはプロ級の腕前。

## 経歴
17歳でアルゼンチンの名門ADアテナス・デ・コルドバと契約。アルゼンチンリーグでMVPに選ばれた後、1998年にギリシャのグリーク・オリンピアコス（Greek Olympiakos)と契約、翌年スペインのタウ・セラミカに移籍する。2002年にはパメサ・バレンシアに移籍。2005年までヨーロッパでプレーする。

## NBA
2005年にNBAサンアントニオ・スパーズとチーム史上最高齢の31歳のルーキーとして契約し、アルゼンチン代表のチームメイトでもあるマヌ・ジノビリと同僚となる。ルーキーシーズンはフィジカルコンタクトの多いNBAに慣れるのに苦労するものの、2年目には頻繁にスターターとして起用される。特に11月8日のフェニックス・サンズ戦ではFG成功率100％（全11本成功）の22点と活躍。ティム・ダンカンの黒子役というイメージが強いが、リバウンドを得意とし、オフェンスでもボールを持っていない時のポジション取りに優れている。また、数字には表れないものの、スクリーンでトニー・パーカーやジノビリのペネトレイションを支えた。
2008-09シーズン後、2度のトレードでミルウォーキー・バックスを経由してデトロイト・ピストンズへ移籍したが、まもなくウ解雇され、その後ワシントン・ウィザーズと契約し1シーズンをプレーしNBAでのプレー。2010-11シーズンはポートランド・トレイルブレイザーズと契約したものの、体調面の不備が発覚し、開幕後に退団した。

## アルゼンチン代表
1995年に代表入り。2002年の世界選手権（インディアナポリス）での銀メダル、2004年アテネオリンピックでの金メダルに貢献する。2006年日本開催の世界選手権にも来日し、NBA選手を中心に構成されるアルゼンチン代表の先発センターを務める。2008年北京オリンピックでも銅メダルを獲得した。